# Johann-Gottlieb-Fichte-Schule
Nach Johann Gottlieb Fichte sind oder waren mehrere Schulen benannt:
- Fichte-Gymnasium Hagen, ein städtisches Gymnasium der Stadt Hagen
- Fichte-Gymnasium Karlsruhe, ein Gymnasium in Karlsruhe
- Fichte-Gymnasium Krefeld, ein Gymnasium in Krefeld
- Fichte-Schule, heute Gymnasium Franziskaneum Meißen in Meißen
- Fichte-Realgymniasium, heute Johann-Peter-Hebel-Grundschule in Berlin-Wilmersdorf